# Pulau Mules
Pulau Mules är en ö i Indonesien.   Den ligger i provinsen Nusa Tenggara Timur, i den centrala delen av landet, 1 500 km öster om huvudstaden Jakarta. Arean är 18,8 kvadratkilometer.
Terrängen på Pulau Mules är lite kuperad. Öns högsta punkt är 393 meter över havet. Den sträcker sig 5,3 kilometer i nord-sydlig riktning, och 5,6 kilometer i öst-västlig riktning.